# Тоуст (Северна Каролина)
Тоуст (енгл. Toast) насељено је место без административног статуса у америчкој савезној држави Северна Каролина.

## Демографија
По попису из 2010. године број становника је 1.450, што је 472 (-24,6%) становника мање него 2000. године.
| Група             | 2000.         | 2010.         |
| Белци             | 1.559 (81,1%) | 1.227 (84,6%) |
| Афроамериканци    | 249 (13,0%)   | 46 (3,2%)     |
| Азијати           | 32 (1,7%)     | 5 (0,3%)      |
| Хиспаноамериканци | 71 (3,7%)     | 161 (11,1%)   |
| Укупно            | 1.922         | 1.450         |